# Traminda atroviridata
Traminda atroviridata är en fjärilsart som beskrevs av Saalmüller 1880. Traminda atroviridata ingår i släktet Traminda och familjen mätare. Inga underarter finns listade i Catalogue of Life.